# Institució Catalana d'Estudis Agraris
La Institució Catalana d'Estudis Agraris (ICEA) és una societat filial de l'Institut d'Estudis Catalans, adscrita a la Secció de Ciències Biològiques.
La Institució Catalana d'Estudis Agraris neix als inicis de la transició democràtica, com a continuació dels treballs del Congrés de Cultura Catalana amb la voluntat d'esperonar i divulgar els avenços de les ciències agràries als Països Catalans. Nascuda com una associació independent, s'integra com a filial a l'IEC el 1984. El seu objectiu és el d'estudiar l'agricultura catalana, la ramaderia, la pesca, l'alimentació, el sector forestal i el paisatge, tenint especial interès tant en els aspectes productius com en els d'innovació i mediambientals.
La ICEA és una entitat científica, tècnica, cultural, de reflexió, d'estudi i de debat de les diferents temàtiques relacionades amb l'espai rural, els seus recursos i les seves aportacions ecosistèmiques. Organitza debats, jornades, grups de treball per temes concrets, fent arribar les seves conclusions als centres que correspongui. Edita un butlletí quinzenal i des de 1980 publica semestralment Quaderns Agraris.
És una institució independent i plural, on coincideixen persones relacionades amb el món acadèmic, l'empresa i l'administració. La seva actuació no té finalitat de lucre i es basa en la dedicació voluntària dels seus membres. Es finança a través de les quotes dels membres de la ICEA, el suport de l'IEC i subvencions especials que rep per a determinades activitats i de diferents indrets. L'actuació de la ICEA s'estén a les terres de llengua i cultura catalanes.